# Crayke Castle

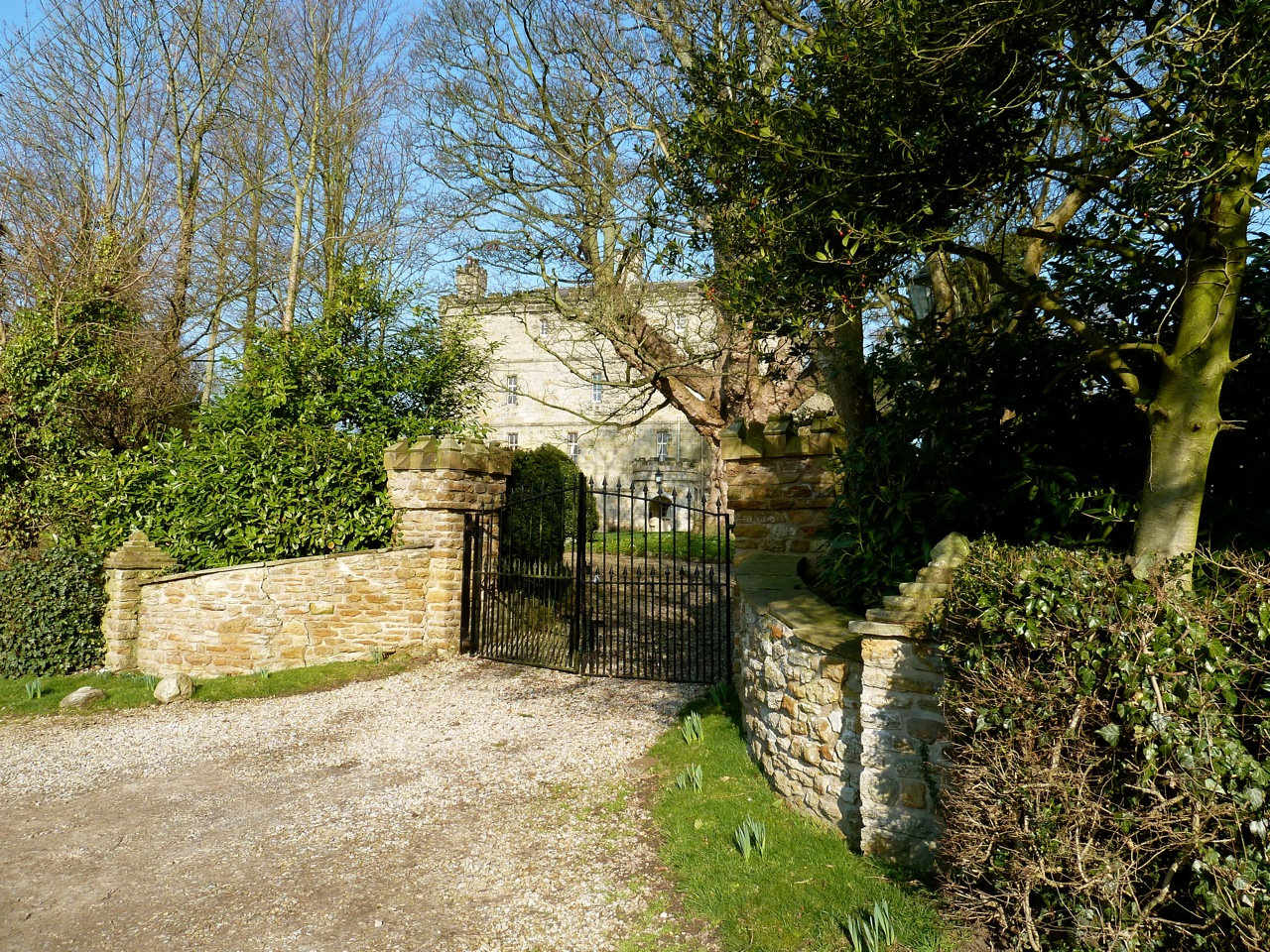
Einfahrt zum Crayke Castle

Crayke Castle ist eine Burg am Church Hill im Dorf Crayke in der englischen Verwaltungseinheit North Yorkshire. Die Burg aus dem 15. Jahrhundert besteht aus einem vierstöckigen Turm und hinten angebauten Nebengebäuden, sowie einer separaten Turmruine, ebenfalls aus dem 15. Jahrhundert, dem „New Tower“.

## Geschichte
Es gibt einen dokumentarischen Beweis, dass auf diesem Gelände kurz nach der normannischen Eroberung Englands eine Burg gebaut wurde. Den Bau soll Bischof Hugh de Puiset veranlasst haben. Aus diesen frühen Dokumenten lassen sich nicht viele Details ersehen, aber die Fundamente der heutigen Bauwerke sollen von den früheren Bauten stammen. Das heutige Gebäude wurde um 1450 auf Geheiß von Robert Neville, Bischof von Durham, auf Land errichtet, das seit angelsächsischer Zeit dem Bistum Durham gehörte. Es liegt am höchsten Punkt der Gemeinde auf 114 Meter ü.N.N.
Bis zur Zeit König Jakobs I. war die Burg von einem Rehpark umgeben. 1647 legte das Parlament fest, dass die Burg nicht mit einer Garnison belegt und abgerissen werden sollte. Im englischen Bürgerkrieg wurde die Burg von den Parlamentaristen geschleift und 1648 an Sir William Allanson, einen früheren Major und Mitglied des Parlamentes von York, verkauft. Allansons Sohn Charles ließ das Hauptgebäude reparieren und in dem Zustand neu aufbauen, in dem man es heute sehen kann.
Um 1667 wurde die Grundherrschaft an das Bistum Durham zurückgegeben und von diesem als Bauernhof verpachtet. Bischof William van Mildert erhielt 1827 die Erlaubnis des Parlamentes, das Anwesen an einen Privatmann zu verkaufen. Über die Burg gibt es viele amtliche Berichte, auch einen von Canon Raine für die Victorian Associated Architectural Societies. Die Burg wurde im Zweiten Weltkrieg zeitweise als Kaserne für die Land Army requiriert. Seit 1952 hat English Heritage die Burg als historisches Gebäude I. Grades gelistet.
Die Burg gehörte einmal Kevin Hillinrake, seit 2015 Parlamentsmitglied für Thirsk and Malton.

## Aufbau
Derzeit besteht das Anwesen aus zwei Gebäuden. Nur das südliche davon ist bewohnbar. Das gesamte Grundstück hat eine Fläche von 2,4 Hektar. Ein Bericht von 2005 beschreibt einen Beweis für einen Klosterkomplex, der den nach der normannischen Eroberung erstellten Gebäuden, einer Motte, vorausging. Man fand auch Beweise für ein Torhaus dort.

### Hauptgebäude
Der Wohnturm ist ein vierstöckiges, rechteckiges Gebäude mit einer Grundfläche von 21,3 × 9,5 Metern. Jedes Stockwerk ist an der Fassade mit einem Steinband abgesetzt. Alle Stockwerke haben schmale, rechteckige Fenster, die Dachkante ist zinnenbewehrt. Der Eingang auf der Nordostseite des ersten Obergeschosses war über eine Außentreppe erreichbar, die entfernt wurde. Heute liegt der Eingang im Erdgeschoss auf der Südseite. Es gibt ein gewölbtes Untergeschoss zum auf der Rückseite angeschlossenen Gebäude, das im 19. Jahrhundert als Küchentrakt angebaut wurde. Hinter diesem Küchentrakt befinden sich Fundamente eines ehemaligen Rittersaals.

### Der „New Tower“
Dieses Gebäude liegt nordöstlich des Hauptgebäudes und war drei Stockwerke hoch. Die heutige Ruine hat nur noch zwei Stockwerke. Sie hat einen L-förmigen Grundriss mit einer maximalen Länge und Breite von je 16,5 Metern. Das Erdgeschoss ist in den Hügel gebaut, sodass das Obergeschoss sich zum Gipfel des Hügels hin öffnet. Die verbleibenden Mauern sind etwa sechs Meter hoch.